# Sophie Braslau
Sophie Braslau (Manhattan, 16 agosto 1892 – Manhattan, 22 dicembre 1935) è stata un contralto statunitense e una cantante di spicco nell'opera degli Stati Uniti, a partire dal suo debutto al Metropolitan Opera di New York City nel 1913 quando aveva 21 anni.

## Biografia
Sophie Braslau nacque il 16 agosto 1892 a Manhattan, New York City da Abel Braslau e Alexandra Goodelman Braslau. Notable American Women di James, tuttavia, indica l'anno della sua nascita come 1888 e cita come fonte il suo certificato di morte a New York.
Da bambina la Braslau studiò pianoforte. Il suo talento vocale fu scoperto dall'insegnante di canto Arturo Buzzi-Peccia, un amico di famiglia, che aveva sentito la bambina canticchiare mentre si esercitava al pianoforte. La stessa Braslau affermò di essere stata ispirata alla carriera di cantante dopo aver ascoltato Alma Gluck, un'altra allieva di Buzzi-Peccia. Ha studiato per tre anni con Buzzi-Peccia e poi con diversi altri insegnanti. Fece un provino per la Metropolitan Opera di New York nell'aprile 1913, firmò immediatamente un contratto e debuttò nel novembre dello stesso anno. Il suo primo ruolo da protagonista fu nel 1918 come Shanewis, di Charles Wakefield Cadman.
La Braslau cantò anche in concerto ed è stata largamente e molto spesso in tournée, prima negli Stati Uniti e in Canada, poi in Europa negli anni '20, con un repertorio che includeva opere in inglese, francese, tedesco, italiano, russo e yiddish.
Si ritirò dalla carriera operistica a tempo pieno alla fine degli anni '20 e in seguito si esibì molto poco, perché la salute fragile portò la sua vita a una conclusione prematura.
Sophie Braslau morì di cancro il 22 dicembre 1935 a Manhattan. Al suo funerale Sergej Rachmaninov fu portatore di bara onorario; l'elogio funebre fu pronunciato da Olin Downes, critico musicale del New York Times.

## Incisioni
La Braslau ha realizzato numerose registrazioni per la Victor Talking Machine Company e la Columbia Records, spesso con la sua accompagnatrice di lunga data Louise Bloch; alcune delle registrazioni sono state ristampate su LP e CD. La sua amicizia con George Gershwin la portò a registrare "The Man I Love" per la Columbia.